# فرایشتات
فرایشتات {{آلمانی|Freistadt) شهری کوچک در اتریش است که در ناحیه فرایشتات واقع شده‌است. فرایشتات ۱۲٫۸۸ کیلومتر مربع مساحت دارد و ۵۶۰ متر بالاتر از سطح دریا واقع شده‌است. جمعیت آن در حدود ۷٬۵۰۰ نفر است.

## خواهرخوانده
شهر کاپلیسه خواهرخواندهٔ فرایشتات هست.

## نگارخانه

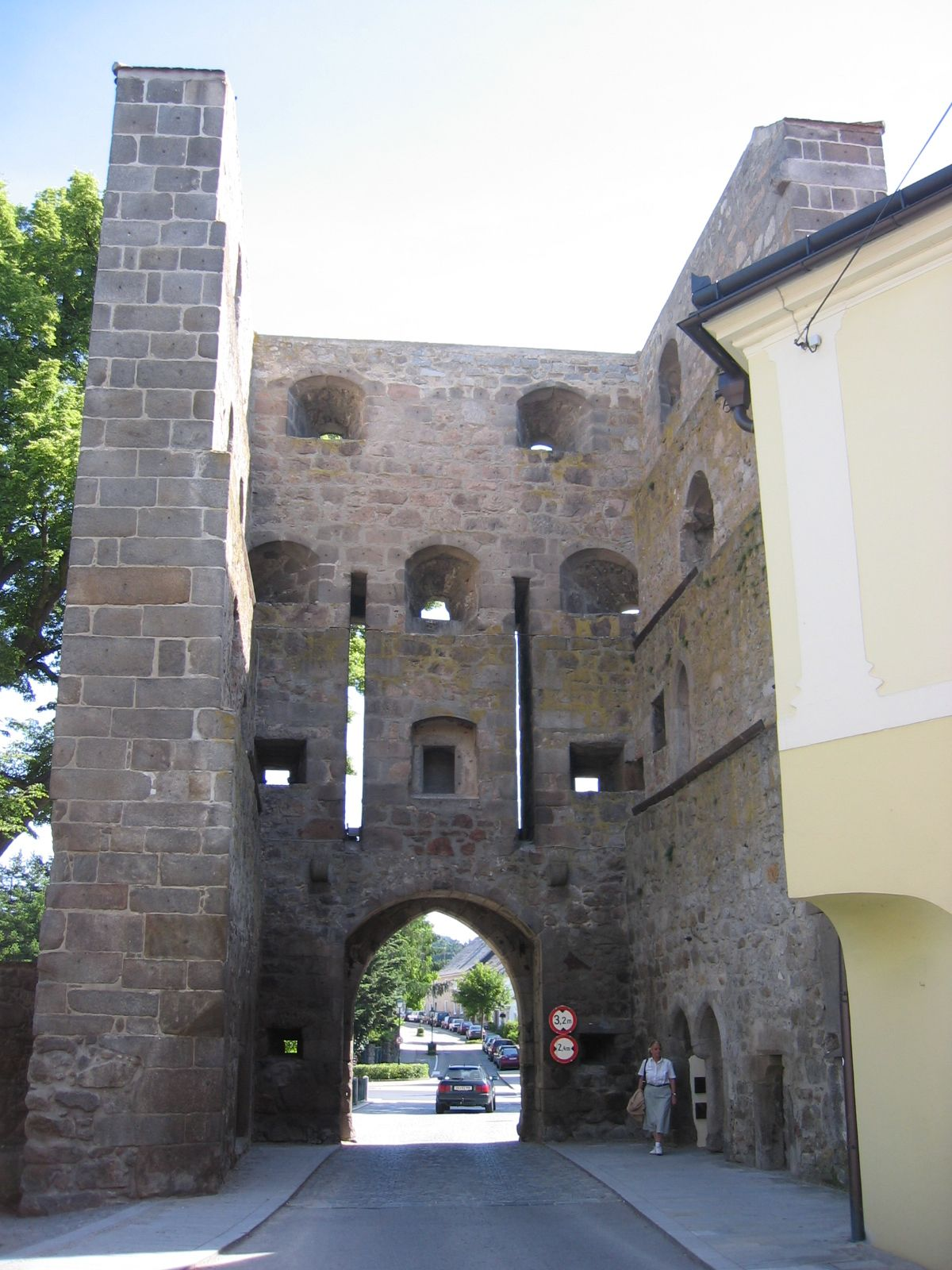
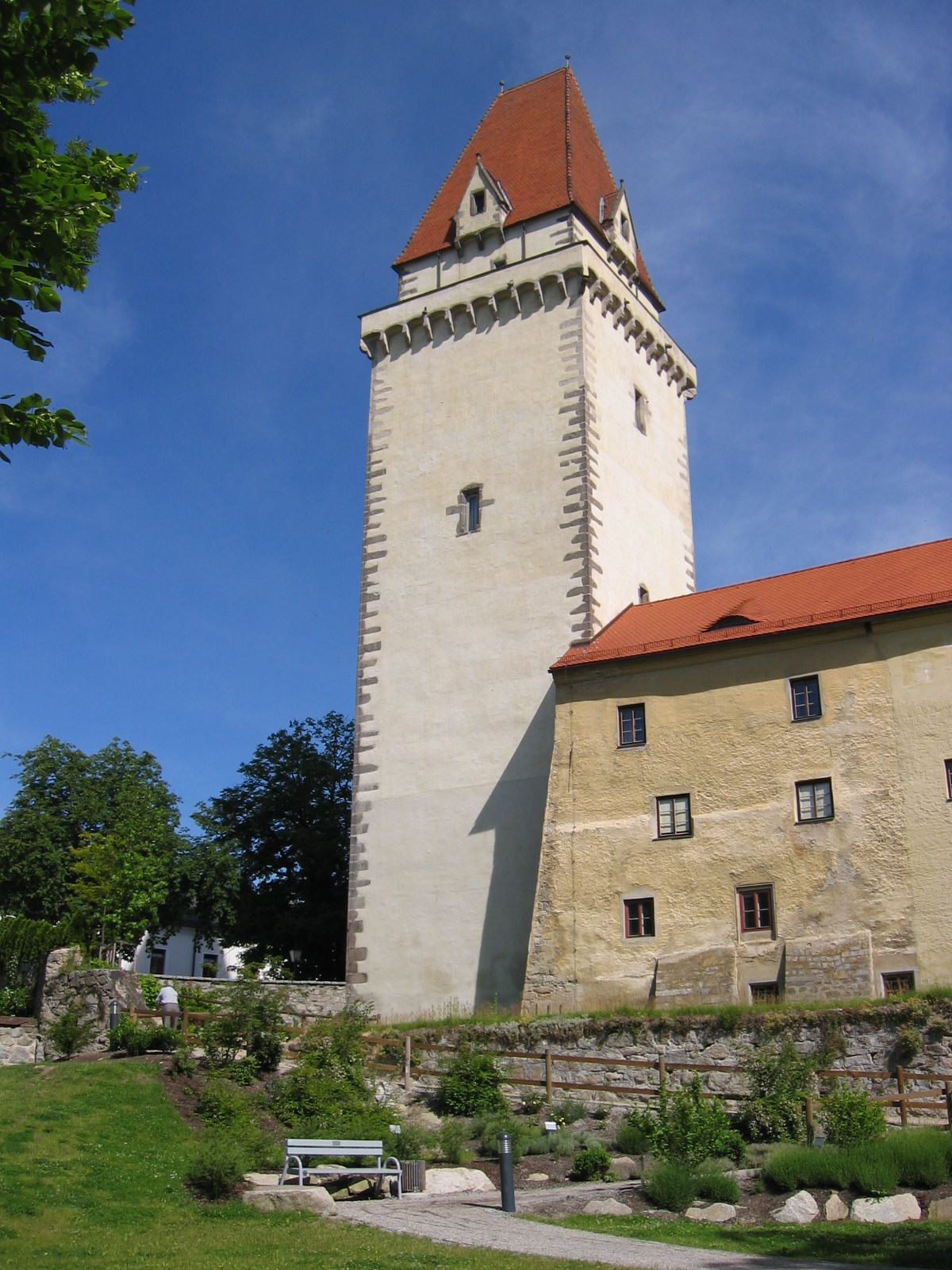
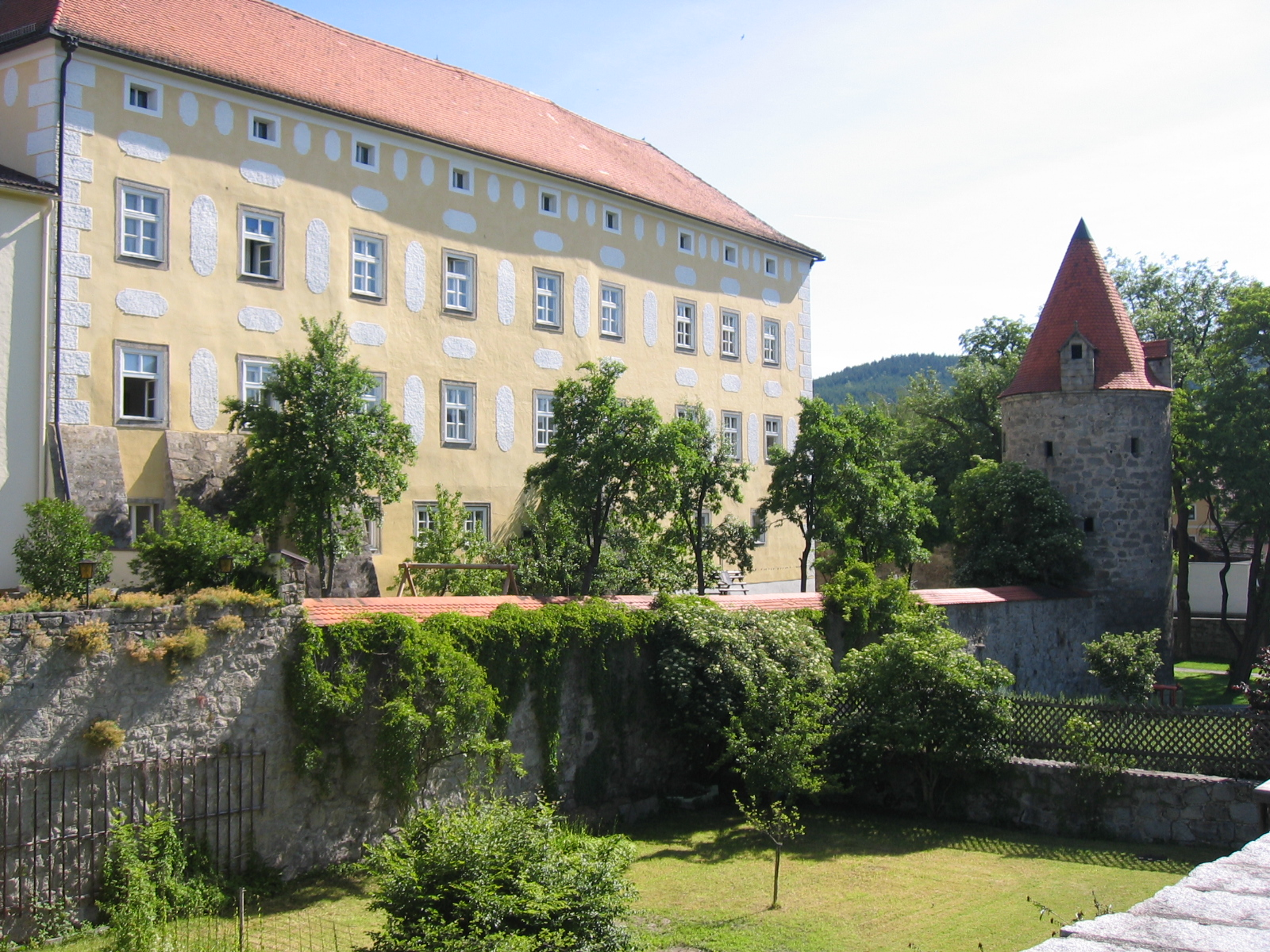
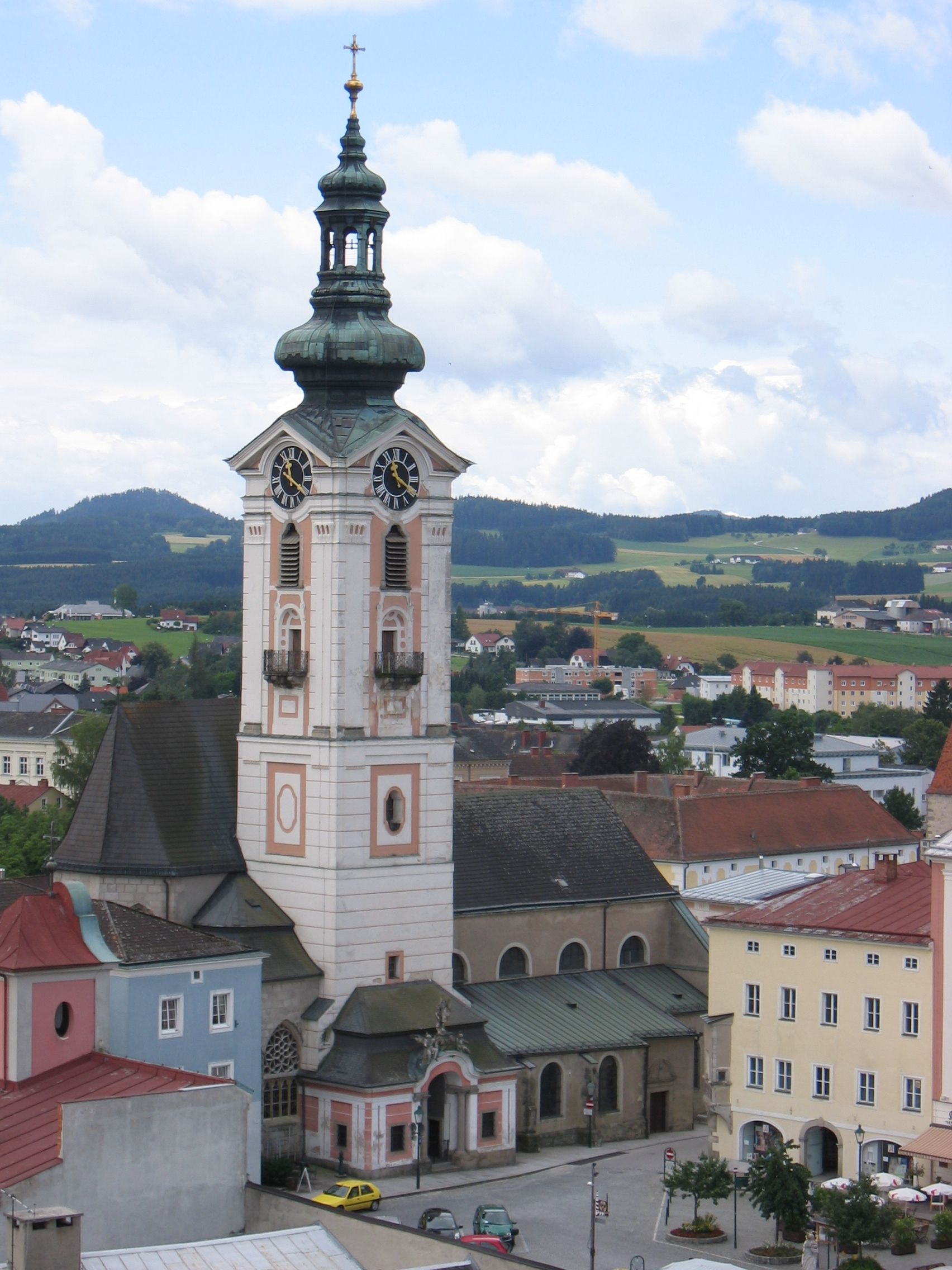
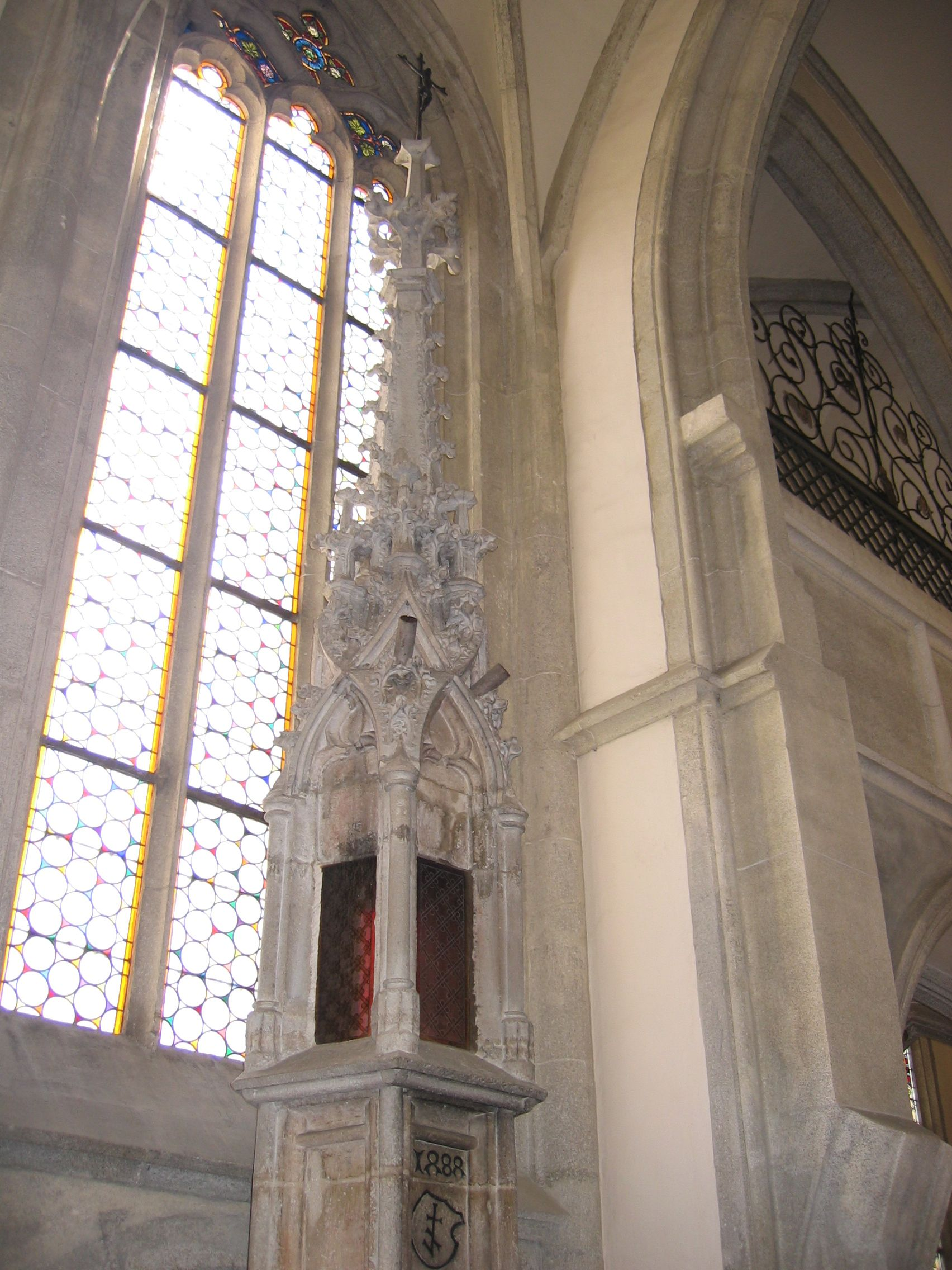
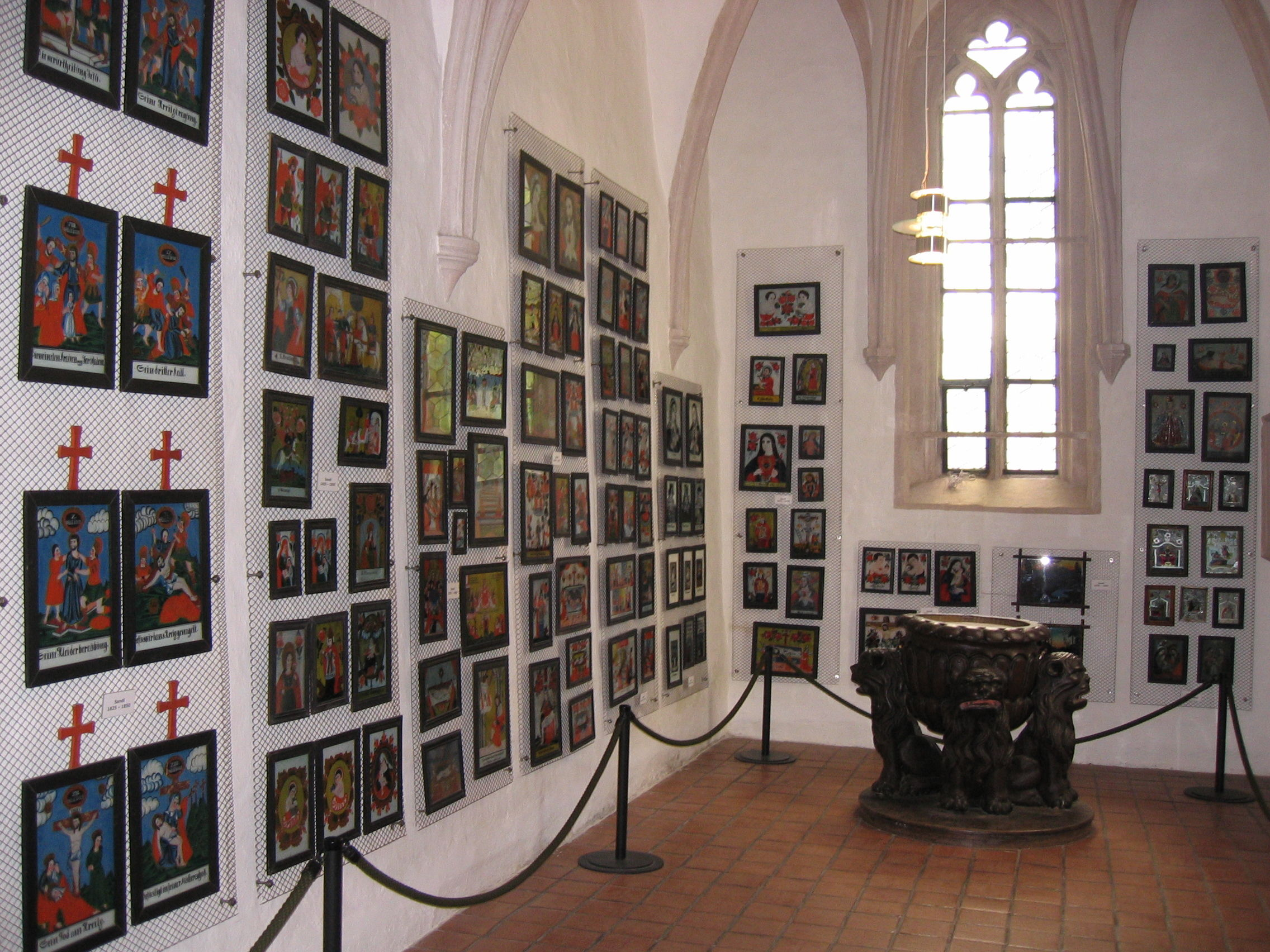
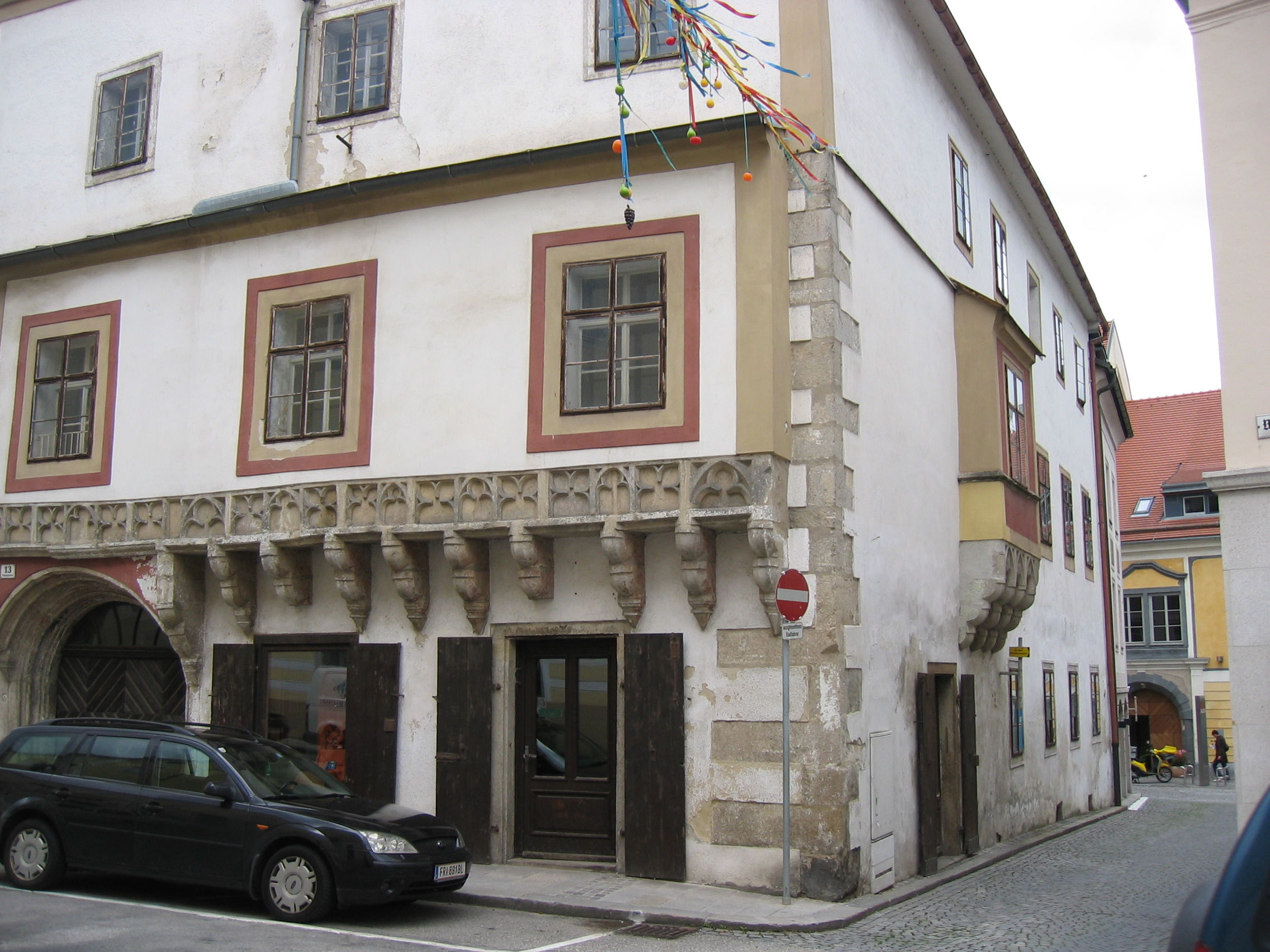